# Dieter Gollek
Dieter Gollek (* 19. März 1932 in Hindenburg O.S., heute Zabrze; † 21. Januar 2018 in Leck) war ein deutscher Diplom-Kaufmann und 30 Jahre lang Leiter einer Druckerei in Norddeutschland.

## Leben und Werk

### Druckereileiter
Dieter Gollek war von 1968 bis 1997 Geschäftsführer und Komplementär des Unternehmens Clausen & Bosse in Leck.
Gollek trug dazu bei, die Firma zu einem modernen und renommierten industriellen Unternehmen für die Buchherstellung zu entwickeln. Bei den Gesellschaftern von Clausen & Bosse genoss Gollek besondere Wertschätzung. Für die Belegschaft galt er als verlässlicher Ansprechpartner.
Durch ihn unterhielt die Firma Clausen & Bosse nicht nur geschäftliche und gesellschaftsrechtliche Verbindungen zum Rowohlt Verlag, sondern auch freundschaftliche Bande.

### Ehrenämter
- auf Verbandsebene der Druckindustrie[2]
- 1979–1996: Vorsitzender des Unternehmensverbandes Westküste e.V.
- 1996–2000: Vorsitzender des Unternehmensverbandes Unterelbe-Westküste e.V. (UVUW)[3]
- zeitweilig: Vizepräsident der Industrie- und Handelskammer zu Flensburg
- zeitweilig: Bürgervorsteher von Leck

### Service-Club
Gollek gehörte dem Rotary Club Niebüll fast 50 Jahre lang an. Er war Gründungsmitglied und im rotarischen Jahr 1973/74 Präsident des Clubs.

### Familie
Gollek war verheiratet und hatte zwei Kinder und vier Enkel.

## Auszeichnungen
- Bundesverdienstkreuz
- Ehrenvorsitzender des UVUW[5]